# Goffredo da Alatri
Goffredo da Alatri (ur. ok. 1200 w Alatri – zm. w maju 1287 w Rzymie) – włoski kardynał.

## Życiorys
Pochodził z Alatri i w 1229 został kanonikiem miejscowej kapituły katedralnej. Papież Urban IV na konsystorzu w grudniu 1261 mianował go kardynałem diakonem San Giorgio in Velabro. Był przyjacielem króla Sycylii Karola I Andegaweńskiego i przez wiele lat należał do jego stronników w Kolegium Kardynałów. Ufundował w Alatri kościół św. Stefana. Jako kardynał-protodiakon (od 2 kwietnia 1285) koronował papieża Honoriusza IV w dniu 20 maja 1285. Podesta Alatri od 1286. Zmarł w Rzymie wskutek zarazy panującej w Rzymie w 1287.